# Máximo Ravenna
Máximo Guido Mario Félix Ravenna (Buenos Aires, Argentina; 14 de marzo de 1947-Ibidem; 25 de diciembre de 2020) fue un médico argentino reconocido en su país por implementar un método para adelgazar que lleva su nombre.

## Carrera
Egresó de la Facultad de Ciencias Médicas de la Universidad de Buenos Aires y de la Asociación Escuela Argentina de Psicoterapias para Graduados. Desde los comienzos de su extensa trayectoria se ha dedicado al estudio de la obesidad y los desórdenes alimentarios. Realizó varios posgrados en diferentes universidades reconocidas internacionalmente, sobre todo en los Estados Unidos, entre las que se destacan Harvard Medical School, Jackson Memorial Hospital y American Psychological Institute of Science.
Su especialidad siempre estuvo enfocada en el trastorno alimenticio conocido como obesidad en todos sus niveles.
Fue miembro regular de la AOA (Asociación de Obesidad Americana), de la NAASO (Asociación por el Estudio de la Obesidad de Norteamérica, por sus siglas en inglés), miembro titular de la SAOTA (Sociedad de Obesidad y Trastornos Alimentarios) y miembro adherente de la Asociación argentina de Obesidad.
Muchas reconocidas figuras utilizaron su plan para bajar de peso, entre ellas se encuentran Susana Giménez, Diego Maradona, Daisy May Queen, Georgina Barbarossa, Martín Liberman, Diego Pérez, la Tota Santillán y Karina Mazzocco.
Falleció el viernes 25 de diciembre de 2020 a los setenta y tres años de edad víctima de un cáncer.